# Цумилух
Цумилух — село в Тляратинском районе Дагестана. Административный центр сельского поселения сельсовет Саниортинский.

## География
Расположено в 7 км к юго-востоку от районного центра — села Тлярата.

## Население
| 1869  | 1888 | 1895  | 1926 | 1939 | 1970 | 1989 |
| ----- | ---- | ----- | ---- | ---- | ---- | ---- |
| 135   | ↗187 | ↗190  | ↘152 | ↗222 | ↗365 | ↗688 |
| 2002  | 2010 | 2021  |      |      |      |      |
| ↗1062 | ↘993 | ↗1106 |      |      |      |      |